# Janus la Cour
Janus Andreas Bartholin la Cour, född den 5 september 1837 utanför Ringkøbing, död den 13 oktober 1909 i närheten av Aarhus, var en dansk målare.

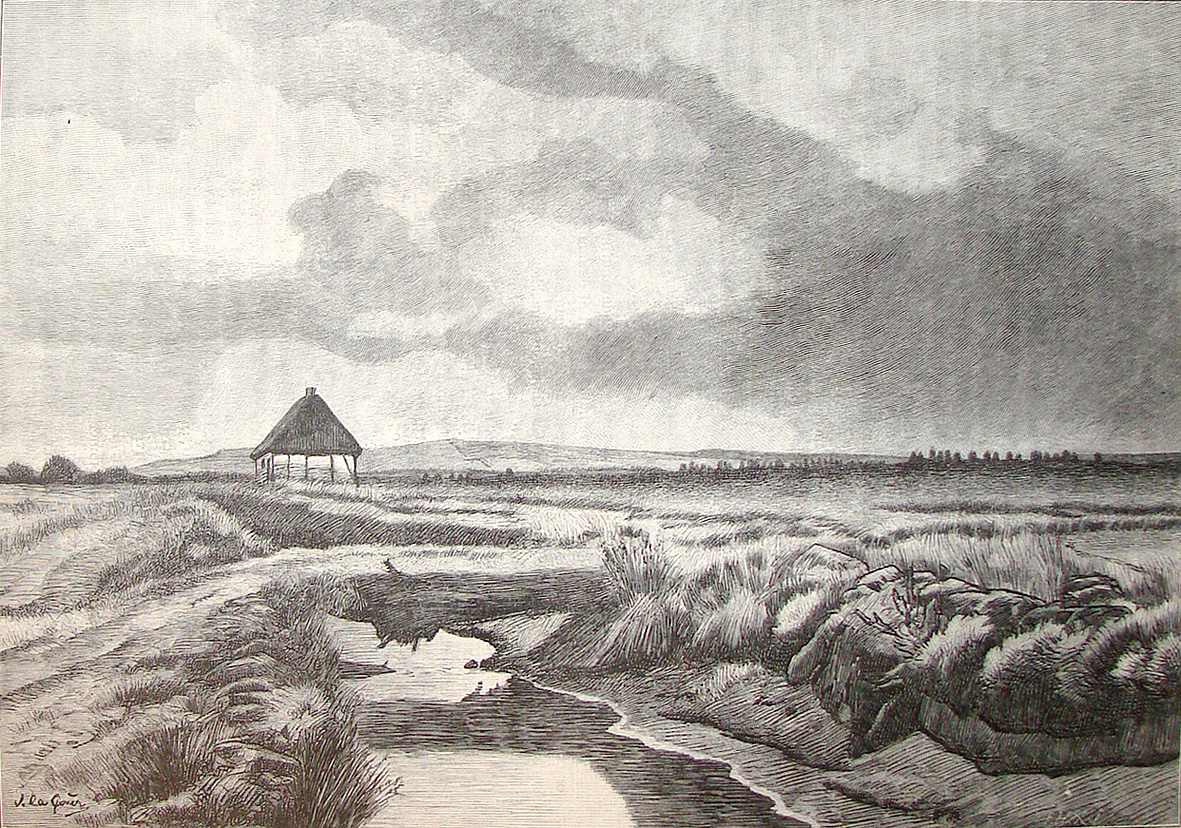
Hedemose, målning av Janus la Cour

la Cour fick sin utbildning vid konstakademien i Köpenhamn och höjde sig under påverkan av Skovgaard till en av den yngre skolans mest betydande landskapsmålare. Åren 1865-67 vistades han i Paris och Rom som akademiens stipendiat. Åren 1868-70 var han åter i Italien och blev professor 1884.
la Cour var en av de mest utpräglade representanterna för dansk landskapskonst, om vilken man sagt att han var "formsäker och ärlig i naturåtergifvandet, lugn, behärskad och hjärtlig i känslouttrycket, ej sällan vemodig i stämningen". Flera av hans arbeten finns i Köpenhamns konstmuseum. Vid utställningen i Stockholm 1897 inköpte Nationalmuseum På stigen, vårlandskap (1896) är även representerad vid bland annat Göteborgs konstmuseum.
Janus la Cour tillhörde den franskbördiga danska släkten la Cour.

## Utmärkelser
- Riddare av Dannebrogorden,  1892[4]
- Thorvaldsenmedaljen

[Redigera Wikidata]